# Кислотно-основная теория Брёнстеда — Лоури
Теория Брёнстеда — Лоури — это кислотно-основная теория, которую предложили независимо друг от друга датский физикохимик Йоханнес Николаус Брёнстед и его британский коллега Томас Мартин Лоури в 1923 году. Фундаментальная основа этой теории заключается в том, что когда кислота и основание реагируют между собой, кислота образует сопряжённое основание, а основание образует сопряжённую кислоту с помощью обмена протоном (катионом водорода, или H+). Эта теория является обобщением теории Аррениуса.

## Определения кислот и оснований

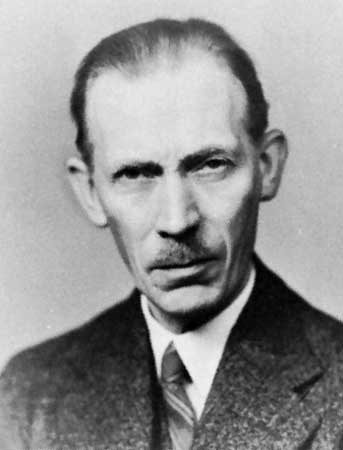
Брёнстед, Йоханнес Николаус
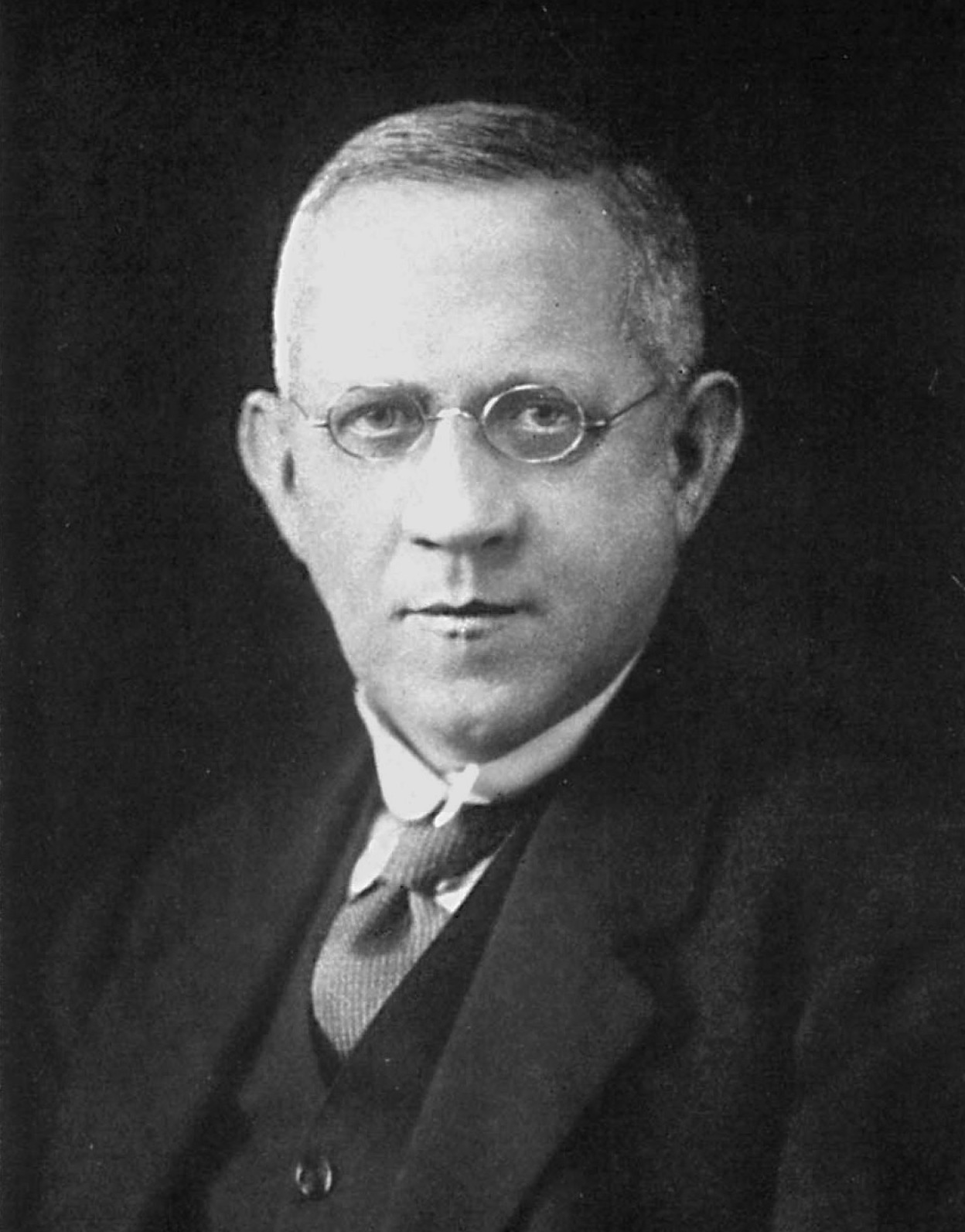
Лоури, Томас Мартин

В теории Аррениуса кислоты — это соединения, которые в водном растворе диссоциируют, высвобождая H+ (катион водорода*), в то время как основания — соединения, в водном растворе диссоциирующие с образованием OH- (гидроксид-аниона).
В 1923 году физикохимики Й. Н. Брёнстед в Дании и Т. М. Лоури в Англии, оба выдвинули эту теорию, которая ныне носит их имена. В теории Брёнстеда — Лоури кислоты и основания определяются тем, как они реагируют друг с другом, что ведет к большей общности. Определение выражается в виде равновесной реакции
кислота + основание ⇌ сопряжённое основание + сопряжённая кислота.
С кислотой вида HA это равенство можно записать в следующем виде:
{\displaystyle {\ce {HA + B <=> A- + HB+}}}
Знак равновесия, ⇌, используется потому что реакция может идти как в прямом, так и в обратном направлениях. Кислота, HA, может потерять протон, чтобы стать ее сопряжённым основанием A−. Основание, B, может принять протон, чтобы стать его сопряжённой кислотой HB+. Большинство кислотно-основных реакций протекают быстро, вследствие чего реагенты обычно находятся в динамическом равновесии друг с другом.

## Водные растворы

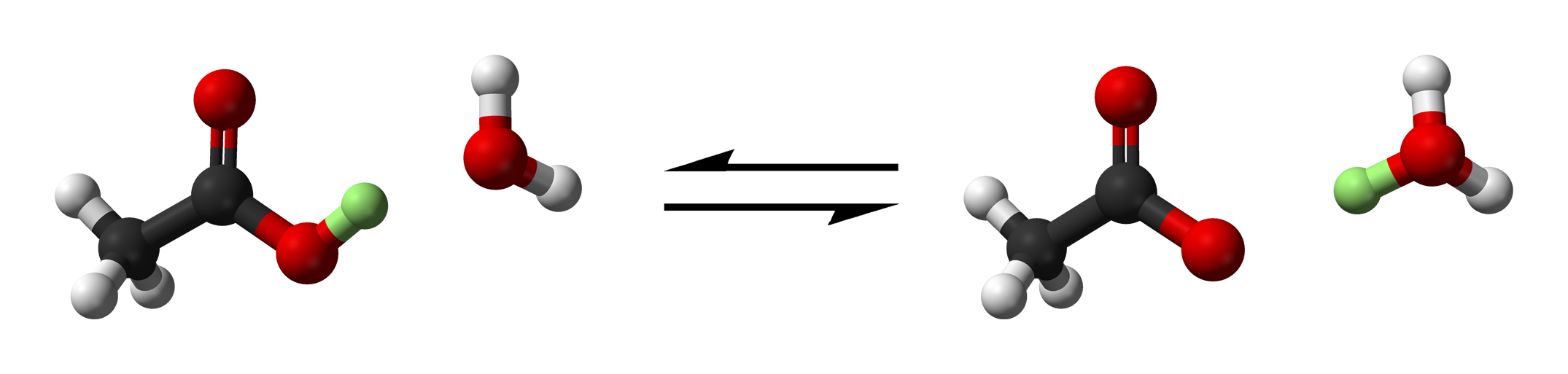
Уксусная кислота, слабая кислота, отдаёт протон (катион водорода, на схеме показано зелёным) молекуле воды в равновесной реакции. В результате образуется ацетат-ион и ион гидроксония. Красный: кислород, черный: углерод, белый: водород.

Рассмотрим следующую кислотно-основную реакцию:
{\displaystyle {\ce {CH3 COOH + H2O <=> CH3 COO- + H3O+}}}
Уксусная кислота, {\displaystyle {\ce {CH3COOH}}}, является кислотой, потому что она предоставляет протон молекуле воды ({\displaystyle {\ce {H2O}}}), становясь сопряженным основанием, ацетат-ионом {\displaystyle {\ce {CH3COO-}}}. Молекула воды является основанием, так как она принимает протон от {\displaystyle {\ce {CH3COOH}}}, становясь сопряженной кислотой, ионом гидроксония {\displaystyle {\ce {H3O+}}}.
Обратной кислотно-основной реакции также является кислотно-щелочная реакция между сопряженной кислотой основания в первой реакции и сопряженной основой кислоты. В приведенном выше примере ацетат является основанием обратной реакции, а ион гидроксония является кислотой.
{\displaystyle {\ce {H3O ^{+}+ CH3 COO- <=> CH3 COOH + H2O}}}
В отличие от теории Аррениуса теория Брёнстеда — Лоури не требует, чтобы кислота диссоциировала.

## Амфолитные вещества

Амфотерность воды

Суть теории Брёнстеда — Лоури состоит в том, что кислота существует как таковая только по отношению к основанию, и наоборот. Вода имеет амфолитный характер, т. е. может вести себя и как кислота, и как основание. На изображении выше вторая молекула воды ведёт себя как основание и получает H+, становясь H3O+, в то время как другая молекула воды ведёт себя как кислота и теряет H+, становясь OH−.
Другим примером служат такие вещества, как гидроксид алюминия (III), Al(OH)3.
{\displaystyle {\ce {Al (OH)3 + OH- <=> Al(OH)^{-}4}}}, как кислота
{\displaystyle {\ce {3H+ + Al (OH)3<=> 3H2O + Al^{3+}(p-p)}}}, как основание

### Неводные растворы
Катион водорода или гидроксония — это кислоты Брёнстеда — Лоури в водных растворах, а гидроксид-анион - основание, согласно реакции самодиссоциации
{\displaystyle {\ce {H2O + H2O <=> H3O+ + OH-}}}
Аналогичная реакция происходит в жидком аммиаке.
{\displaystyle {\ce {NH3 + NH3 <=> NH4+ + NH2^{-}}}}
Таким образом, катион аммония играет туже роль в жидком аммиаке, что и катион гидроксония в водном растворе, а амид-анион ту же, что и гидроксид-анион. Соли аммония ведут себя как кислоты, а амиды как основания.
Некоторые неводные растворители могут вести себя как основания, то есть акцепторы протонов, в отношении кислот Брёнстеда — Лоури.
{\displaystyle {\ce {HA + S <=> A- + SH+}}}
где S — молекула растворителя. Наиболее важные такие растворители, как диметилсульфоксид, ДМСО и ацетонитрил, CH3CN, поскольку они широко используются для измерения константы диссоциации кислоты . Поскольку диметилсульфоксид более сильный акцептор протонов, нежели вода, то кислоты в нем становятся сильнее по сравнению с водой. В действительности многие молекулы ведут себя как кислоты в неводных растворителях, в отличие от водных, где они могут вести себя как основания. Это хорошо заметно на примере карбоновых кислот, где протон полностью освобождается из C-H связи.
Некоторые неводные растворители могут вести себя как кислоты. Кислотные растворители усиливают основность растворяемых в них веществ. Например соединение CH3COOH, известно как уксусная кислота, потому что в водной среде ведет себя как кислота, отдавая протон. Однако уксусная кислота ведёт себя как основание в жидком HCl, сильном кислом растворителе.
{\displaystyle {\ce {HCl + CH3COOH <=> Cl- + CH3C(OH)2+}}}

## Сравнение с кислотно-основной теорией Льюиса
В том же году, когда Брёнстед и Лоури опубликовали свою теорию, Льюис предложил альтернативную теорию, описывающую кислотно-основные свойства веществ. Теория Льюиса основана на электронных структурах. Основанием Льюиса называется соединение, которое может отдать электронную пару кислоте Льюиса, соединению, что может принять электронную пару. Предложение Льюиса дает объяснение классификации Бренстеда — Лоури с точки зрения электронной структуры.
{\displaystyle {\ce {HA + B <=> A- + BH+}}}
В этой схеме и основание, B, и сопряжённое основание, A-, несущие не поделённую пару электронов, а протон, представляющий собой кислоту Льюиса, переносится между ними.

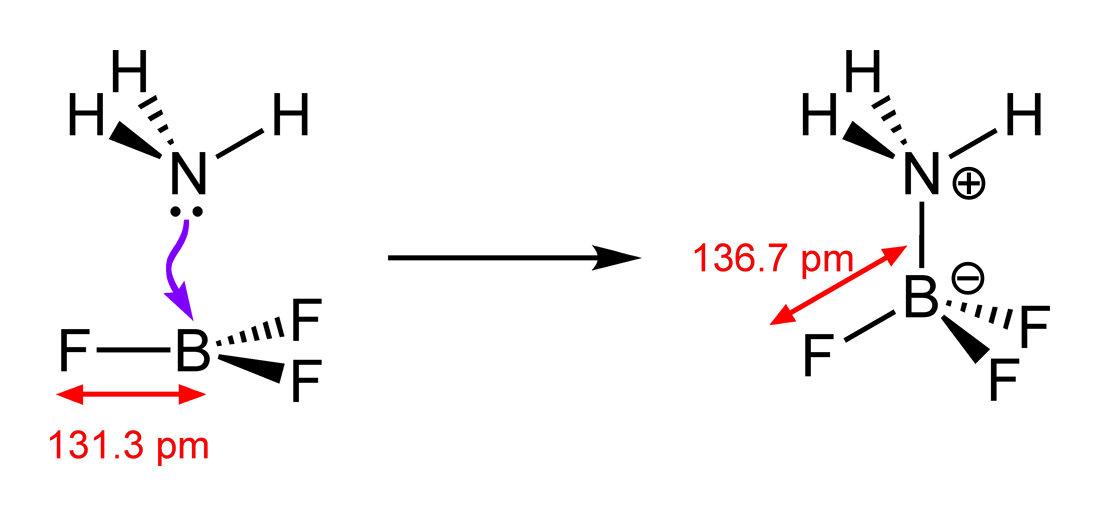
Аддукт аммиака и трехфтористого бора

Позже Льюис писал: "Ограничение термина кислот веществами, содержащими водород, так же серьезно мешает понимаю систематической химии, как и ограничение термина окислитель веществами, содержащими кислород". В теории Льюиса кислота, A, и основание, B, формируют продукт, AB, в котором не поделённая электронная пара используется для формирования донорно-акцепторной связи  между A и B. На иллюстрации выше это показано реакцией образованием аддукта H3N−BF3 из аммиака и трифторида бора, которая не может проходить а водном растворе, так как трифторид бора бурно реагирует с водой в ходе реакции гидролиза.
{\displaystyle {\ce {BF3 + 3H2O -> B (OH)3 + 3HF}}}
{\displaystyle {\ce {HF <=> H+ + F-}}}
Эти реакции показывают, что BF3 — кислота как в теории Льюиса, так и в теории Брёнстеда — Лоури, и подчёркивают сходства между двумя теориями.
Борная кислота признается кислотой Льюиса на основании реакции
{\displaystyle {\ce {B(OH)3 + H2O <=> B(OH)4- + H+}}}
В этом случае кислота не диссоциирует, а основание, H2O, диссоциирует. Однако раствор B(OH)3 считается кислотными, так как в ходе реакции высвобождается катион водорода.
Имеются убедительные признаки того, что разбавленные водные растворы аммиака содержат незначительное количество иона аммония.
{\displaystyle {\ce {H2O + NH3 -> OH- + NH+4}}}
и что при растворении в воде аммиак действует как основание Льюиса.

## Сравнение с теорией Люкса — Флада
Реакции между оксидами в твердом или жидком состоянии не включены в теорию Брёнстеда — Лоури. Например, реакция
{\displaystyle {\ce {2MgO + SiO2 -> Mg2 SiO4}}}
не подпадает под определение кислот и оснований Брёнстеда — Лоури. С другой стороны, оксид магния действует как основание, когда он реагирует с водным раствором кислоты.
{\displaystyle {\ce {2H+ + MgO(s) -> Mg^{2+}(aq) + H2O}}}
Было предсказано, что растворённый SiO₂ является слабой кислотой по Брёнстеду — Лоури.
{\displaystyle {\ce {SiO2(s) + 2H2O <=> Si(OH)4 (solution)}}}
{\displaystyle {\ce {Si(OH)4 <=> Si(OH)3O- + H+}}}
Согласно теории Люкса — Флада (выдвинутой Германом Люксом в 1939 году и расширенной Хоконом Фладом), такие соединения, как {\displaystyle {\ce {MgO}}} и {\displaystyle {\ce {SiO2}}} в твердом состоянии, могут быть классифицированы как кислоты или основания.  Например, минерал оливин можно рассматривать как соединение основного оксида {\displaystyle {\ce {MgO}}} с кислым оксидом, кремнезёмом, {\displaystyle {\ce {SiO2}}}. Эта классификация важна в геохимии.